# Franco Fabrizi
Franco Fabrizi (15 de febrero de 1916 Cortemaggiore - 18 de octubre de 1995) fue un actor italiano.

## Vida y carrera
Hijo de un barbero y de una cajera de cine, Franco Fabrizi empezó su carrera como modelo y actor de fotonovela. Fabrizi también protagonizó en varias revistas y trabajos de etapa, entonces debutó en la gran pantalla con una función de apoyo en Crónica de un Amor (Cronaca di un amore) (1950), co que debuta de la mano de Michelangelo Antonioni.

El papel que le hizo ser conocido fue el de Fausto en la película de Federico Fellini, Los inútiles; desde entonces estuvo ligado al carácter de un seductor de dedicación exclusiva, un joven gandul, que no quiere crecer , un personaje que él volvió a interpretar, con diferentes facetas, en un gran número de películas. Pasado los años cincuenta, Fabrizi fue elegido principalmente para papeles en italiano, franceses y producciones menores españolas; él todavía aparecía en varios trabajos importantes de cine italiano, y uno de sus últimos papeles fue el de Luchino Visconti en Muerte en Venice.
En 1993 tuvo un serio accidente automovilístico del que se recuperó; inmediatamente después, aun así, se manifiesta la enfermedad que lo llevó a la muerte. Fabrizi murió de un cáncer de intestino en 1995.

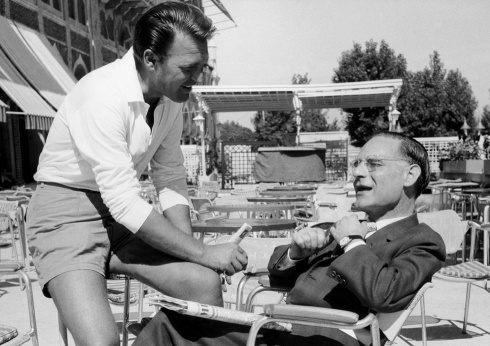
Franco Fabrizi y Arturo Lanocita

## Filmografía seleccionada
- Cronaca di un amore (1950).
- Los inútiles (1953).
- Torna! (1953).
- Vortice (1953)
- Schiava del peccato (1954)
- Camilla (1954)
- La romana (1954)
- Il bidone (1955)
- Le amiche (1955)
- Racconti romani (1955)
- Calabuch (1956)
- Noi siamo le colonne (1956)
- No Sun in Venice (1957)
- Las noches de Cabiria (1957)
- Racconti d'estate (1958)
- Un maledetto imbroglio (1959)
- I Genitori in Blue-Jeans (1960)
- The Wastrel (1961)
- Orazi e curiazi (1961)
- Una vida difícil (1961)
- Copacabana Palace (1962)
- Gli onorevoli (1963)
- La donna degli altri è sempre più bella (1963)
- Night Train to Milan (1963)
- Noches de Casablanca (1963)
- Via Margutta (1963)
- Rat Trap (1963)
- The Birds, the Bees and the Italians (1965)
- Una questione d'onore (1965)
- Io la conoscevo bene(1966)
- Le Petit Baigneur (1968)
- Anyone Can Play (1968)
- L'homme orchestre (1970)
- Morte a Venezia (1971)
- Panhandle 38 (1972)
- La Mala ordina (1972)
- La Polizia ringrazia (1972)
- Touche pas à la femme blanche (1974)
- L'ultimo treno della notte (1975)
- La agresión (1975)
- The Flower in His Mouth (1975)
- Action (1980)
- Ginger y Fred (1986)
- Il piccolo diavolo (1988)
- Ricky e Barabba (1992)